# Plusiophaes
Plusiophaes is een geslacht van vlinders van de familie Uilen (Noctuidae).

## Soorten
- P. albirena Laporte, 1972
- P. albucha Laporte
- P. apicalis Laporte, 1974
- P. apicata (Holland, 1894)
- P. argosticta Fletcher D. S., 1961
- P. bipuncta (Hampson, 1902)
- P. confusa Laporte, 1970
- P. costimacula (Holland, 1894)
- P. elancata Laporte, 1977
- P. eremita (Holland, 1894)
- P. francini Laporte, 1970
- P. grivaudi Laporte, 1973
- P. griveaudi Laporte, 1973
- P. herbuloti Laporte, 1973
- P. lilacina Laporte, 1977

- P. metallica Prout A. E., 1921
- P. minuta Laporte, 1970
- P. scotaea (Hampson, 1926)
- P. scotosa Holland, 1894
- P. seydeli Berio, 1966
- P. thermotis (Hampson, 1926)
- P. toulgoueti Laporte, 1970
- P. vinosa Laporte, 1970